# Night Goblin
Night Goblin (Hangul= 밤도깨비), es un reality show surcoreano transmitido desde el 30 de julio del 2017 hasta ahora, por medio de la JTBC.
El 26 de febrero del 2018 se anunció que el programa finalizaría a mediados de marzo del mismo año.

## Formato
En cada episodio el elenco y los invitados intentarán ser los primeros en la fila para ingresar a varios lugares populares para comer o divertirse en Corea del Sur. En cada episodio los participantes se reúnen alrededor de las 12:00am (KST) y luego se dirigen a un campamento base, el cual es establecido cerca del lugar popular que deben visitar.
El campamento es establecido para que el grupo pueda monitorear el lugar popular para cualquier movimiento que vayan a realizar, en el acampan durante la noche y en la mañana del día siguiente intentan ser los primeros en la fila como un equipo para entrar al lugar. Antes de que el campamento inicio, a los participantes se les retiran sus teléfonos, para que el grupo no pueda poner alarmas en sus teléfonos para despertarse por la mañana.
Durante el transcurso de la noche, un artista al que llaman "hada del tiempo", aparece para ayudar al elenco diciéndoles la hora y los hace jugar para que se pase el tiempo más rápido y así elevar sus posibilidades de entrar en primer lugar.
El equipo tiene una regla especial: si no son los primeros en entrar, tienen que volver a intentar obtener el primer lugar.

## Reparto

### Miembros actuales
| Artista            | Edades | Apodos                                              | Ocupación  | Episodios          |
| ------------------ | ------ | --------------------------------------------------- | ---------- | ------------------ |
| Lee Soo-geun       | 42     | Master-of-Skits Goblin Hasty Goblin                 | Comediante | 1 - presente       |
| Jeong Hyeong-don   | 39     | Furious Goblin Senior Jung Crazy Goblin             | Comediante | 1 - presente       |
| Park Sung-kwang    | 36     | Leader Goblin "Main MC" Park Pyongyang              | Comediante | 1 - presente       |
| Lee Hong-gi        | 27     | Hong Goblin Hong-Kwang Self-Proclaimed Smart Goblin | Cantante   | 2-9, 12 - presente |
| Kim Jong-hyun (JR) | 22     | Baby Goblin Weak Goblin Kim Heh Heh Heh             | Cantante   | 2 - presente       |

### Antiguos miembros
| Artista         | Edades | Apodos                  | Ocupación | Episodios   |
| --------------- | ------ | ----------------------- | --------- | ----------- |
| Chun Jung-myung | 37     | Chun-Kwang Fighter Chun | Actor     | 9-13, 16-19 |

### Artistas invitados
El programa ha contado con la participación de varios artistas invitados.
| Nombre         | Ocupación                        | Episodio en el que apareció | Duración |
| -------------- | -------------------------------- | --------------------------- | -------- |
| Solar          | Cantante / Miembro de Mamamoo    | 3                           | 2017     |
| Wheein         | Cantante / Miembro de Mamamoo    | 3                           | 2017     |
| BoA            | Cantante                         | 16-17                       | 2017     |
| Baekho         | Cantante / Miembro de NU'EST     | 13                          | 2017     |
| Tiger JK       | Rapero                           | 14-15                       | 2017     |
| Gongchan       | Cantante / Miembro de B1A4       | 15                          | 2017     |
| Jinyoung       | Cantante / Miembro de B1A4       | 15                          | 2017     |
| Lee Yi-kyung   | Actor                            | 10                          | 2017     |
| Yura           | Cantante / Miembro de Girl's Day | 4                           | 2017     |
| Cao Lu         | Cantante / Miembro de Fiestar    | 5                           | 2017     |
| Kei            | Cantante / Miembro de Lovelyz    | 2                           | 2017     |
| Soyou          | Cantante / ex-Miembro de SISTAR  | 1                           | 2017     |
| Seungkwan      | Cantante / Miembro de Seventeen  | 1                           | 2017     |
| Choi Min-ho    | Cantante / Miembro de SHINee     | -                           | -        |
| Kim Jong-hyun† | Cantante / Miembro de SHINee     | -                           | -        |

## Episodios
Los episodios del programa se emiten todos los sábados a las 18:30 (KST).
Hasta el 31 de diciembre del 2017 el programa ha emitido 22 episodios.
Desde el episodio no.6, el concepto de producción del programa se modificó, ahora la filmación en cada ubicación se divide en dos episodios, con la primera mitad filmada durante el día, donde los miembros deben buscar los lugares más populares, los cuales pueden abrir al mediodía, tarde o noche; mientras que la segunda parte implica el concepto original del programa. Durante los episodios también se muestran batallas y/o juegos grupales e individuales.

## Producción
El programa cuenta con el apoyo del productor Lee Ji-sun y es distribuido por la JTBC.
El 21 de diciembre del 2017 la cadena JTBC anunció que el episodio número 21 del programa que se esperaba fuera emitido el domingo 24 de diciembre del mismo año y el cual tuvo como invitados a los cantantes Choi Min-ho y Kim Jong-hyun del grupo SHINee, sería pospuesto debido a la muerte de Jong-hyun. Poco después el equipo de producción anunció que el episodio sería reemplazado con una emisión especial.